# Cannonsburg
Cannonsburg – jednostka osadnicza w Stanach Zjednoczonych, w stanie Kentucky, w hrabstwie Boyd.